# Pseudelasma curticornis
Pseudelasma curticornis – gatunek chrząszcza z rodziny kózkowatych i podrodziny zgrzypikowych. Jedyny przedstawiciel rodzaju Pseudelasma.

## Zasięg występowania
Gatunek ten występuje na Borneo.